# Der Geograf, der den Globus austrank
Der Geograf, der den Globus austrank (russisch Географ глобус пропил) ist ein russischer Spielfilm des Regisseurs Alexander Weledinski aus dem Jahr 2013 nach dem gleichnamigen Roman von Alexei Iwanow. Der Roman spielt in den 1990er Jahren, der Film verlegt die Handlung in das Jahr 2012.

## Handlung
Die Hauptfigur, Wiktor Sluschkin, ein arbeitsloser Biologe mit notorischen Geldproblemen, bewirbt sich in Perm um eine Stelle als Lehrer. Frei ist nur eine Stelle als Geografielehrer. Für den Direktor liegen Geografie und Biologie nicht weit auseinander, und so bekommt Wiktor, sehr zum Missfallen der Schulleiterin Rosa Borissowna, die Stelle, auch wenn er die Frage nach dem Entdecker des Nordpols nicht adäquat beantworten kann.
Im Privatleben Wiktors steht nicht alles zum Besten. Seine Frau Nadja versteht nicht mehr, wie sie Wiktor je hat heiraten können. Sie verweigert sich ihm im Bett und schlägt ihm vor, Schluss zu machen. Er solle sich eine Geliebte zulegen, möglichst ohne ihr Wissen. Da ist aber noch die kleine Tochter Tata, die umsorgt werden muss.
Ein ehemaliger Schulkamerad von Wiktor, Budkin, taucht auf im Leben der Sluschkins. Bald beginnt Nadja eine Affäre mit Budkin, der eine gute Stelle hat und einen Wagen besitzt. Sluschkin tritt dem Freund seine Frau ab.
Wiktor wirft dafür ein Auge auf die attraktive Deutschlehrerin Kira Walerewna, die aber zunächst ebenfalls mit Budkin anbändelt. Nachdem dieser sie sitzen lässt und Nadja vorzieht, versucht Kira Walerewna, Sluschkin zu verführen. Statt sich auf das Angebot einzulassen, zieht Sluschkin es vor, sich zu besaufen, und er döst in der vollen Badewanne ein.
In der Schule tut sich Sluschkin schwer damit, den Draht zu finden zu der Horde ungebärdiger Jugendlichen. Als er sich auf eine Wette einlässt und während einer Schulstunde im Kartenspiel verliert, muss er sein Versprechen halten und mit der Klasse eine Exkursion unternehmen, ein River-Rafting, wenigstens mit denjenigen, die in der Prüfung die entsprechende Note erreichen. Schon während der Zugsfahrt lässt sich Sluschkin volllaufen. Die Jugendlichen entheben ihn daraufhin seiner Rolle als „Kommandanten“.
Trotz seiner häufigen Ausfälle infolge Betrunkenheit genießt Sluschkin, von seinen Schülern bald nur noch „der Geograf“ genannt, bei den Schülern immer noch Autorität, wenn es darum geht, die Überwindung der schwierigsten und gefährlichsten Stromschnelle zu planen. Um Vorräte herbeizuschaffen, macht er sich auf zum nächstgelegenen Dorf, wobei ihn die Schülerin Mascha begleitet. Auf dem Weg offenbart Mascha ihre Gefühle für ihn. Als sie ihm sagt, sie könne nicht ohne ihn leben, widerspricht er ihr, wodurch Mascha in eine heftige Krise gestürzt wird. Starker Regen setzt ein, und die beiden treffen völlig durchnässt und durchfroren im Dorf ein, das, wie sich herausstellt, schon seit Jahren verlassen ist. Eine rätselhafte Gestalt weist sie in ein Haus, wo ein Ofen brennt. Selbst noch als Sluschkin Mascha mit seinem Körper wärmt, widersteht er der Versuchung, die Situation auszunutzen.
Als die beiden am nächsten Morgen wieder ins Lager zurückkehren, beobachten sie von einem hohen Felsvorsprung aus, wie die übrigen Exkursionsteilnehmer mit knapper Not und in äußerster Gefahr die Stromschnelle überwinden.
Zurück in der Schule erfährt die Schulleitung von Sluschkins Fehlverhalten während der Exkursion durch die Handy-Filme, die von einem der Teilnehmer (und Nebenbuhler Sluschkins um Mascha) angefertigt worden sind. Sluschkin muss daraufhin eine Erklärung über seinen freiwilligen Austritt unterschreiben. Am Schluss kehrt seine Frau zu ihm zurück, und man sieht Sluschkin, wie er mit der gemeinsamen Tochter spazieren geht.

### Thema Glück
In einer der ersten Einstellungen sieht man vor der verschwommenen Kulisse des Kama-Flusses in Perm eine Buchstaben-Installation: „Das Glück liegt hinter den Bergen“. Dann fährt der Lieferwagen weg, und nun wird auch die Verneinungspartikel „nje“ sichtbar: „Das Glück liegt nicht hinter den Bergen“. Später, wenig nachdem ihn seine Frau verlassen hat, wird Wiktor einigermaßen überraschend behaupten, er sei glücklich.
Dazu passt, dass er keinerlei Veranlassung sieht, sich an Nadja zu rächen, als ihn seine ehemalige Freundin Wetka, die Gunst der Stunde nutzend, ziemlich resolut zu einem Schäferstündchen drängt. Sluschkin entwickelt bei dieser Gelegenheit eine private Theorie moderner „Heiligkeit“, die wesentlich auf der Dissoziierung von „Glück“ und „Liebe“ (oder „Glück in der Liebe“) beruht: Heiligkeit ist, wenn du niemandes Glückes Unterpfand bist und dir selber auch niemand Unterpfand des Glücks ist. Vollkommene Menschenliebe tritt in dieser Theorie an die Stelle des Liebesglücks.
Im Gespräch am Lagerfeuer mit Mascha, in dem auch der Tod und die Angst vor dem Tod berührt wird, hebt Sluschkin es noch einmal hervor: Im Leben muss man es darauf anlegen, glücklich zu sein.

## Auszeichnungen
- 2014 Russischer Filmpreis Nika. Bester Film, dazu vier weitere Auszeichnungen für die beste Regie, die beste männliche (Chabenski) und weibliche Hauptrolle (Ljadowa) und die beste Musik
- 2013 Hauptpreis des Filmfestivals Cottbus und des Internationalen Filmfestivals Odessa
- 2013 Filmfestival Kinotawr in Sotschi: Hauptpreis und Preis für den besten männlichen Darsteller (Chabenski)